# 柏町 (千葉県)
柏町（かしわまち）は千葉県の北西部、東葛飾郡に属していた町。

## 地理
ほぼ全体が関東平野と常総台地に含まれる。
- 湖沼：手賀沼
- 河川：大堀川

## 歴史

### 村名由来
- 千代田村 - 新村が永遠に繁栄することを祈念したことから。
- 柏町 - 河岸（杭の意）場に由来するという説が有力である[1]。

### 沿革
柏村、戸張村、篠籠田村、松ヶ崎村、高田村および豊四季村はかつて葛飾郡ののち東葛飾郡に属し、その他の諸村は印旛郡に属した。
- 江戸時代 - 上野牧および高田台牧が置かれる。
- 1873年（明治6年） - 大区小区制による分画の際、東葛飾郡下の柏村、戸張村、篠籠田村、松ヶ崎村、高田村、豊四季村は第12大区8小区に、印旛郡下の諸村は第13大区3小区に編入される。
- 1878年（明治11年） - 郡区町村編制法施行の際、以下の村連合を組成する。
  - （東葛飾郡）柏村・戸張新田・豊四季村連合
  - 篠籠田村・松ヶ崎村・高田村連合
  - 呼塚新田・柏堀ノ内新田・（印旛郡）柏村・中村・下村・戸張村・根戸村外3村連合
- 1884年（明治17年） - 戸長役場所轄区域更定の際、以下の単位で、同一の戸長役場の所轄に属した。
  - （東葛飾郡）柏村、戸張村、篠籠田村、松ヶ崎村、豊四季村
  - 高田村および花野井村
  - 下村、戸張新田、塚崎村外9村
  - 呼塚新田、柏堀ノ内新田、（印旛郡）柏村、中村、根戸村外5村

当地区はこのように数戸長役場の所轄に属し、かつ学区も2区に分かれていた（呼塚新田、柏堀ノ内新田の2村は布施村外3村とともに1学区、その他の諸村で1学区）が、各村とも農業が主要の生業で生活状態が同じであり、水利施設の経営や利用なども関係諸村限りで共同に行う等、合併に適当な状態だった。
- 1889年（明治22年）10月1日 - 町村制施行により、千代田村・豊四季村組合が成立。
東葛飾郡柏村、同郡戸張村、同郡篠籠田村、同郡松ヶ崎村、同郡高田村、印旛郡呼塚新田字落合、同郡柏堀ノ内新田（字一番割、水神前を除く）、同郡柏村、同郡中村、同郡下村、同郡戸張新田が合併して千代田村（ちよだむら）となり、千代田村と豊四季村（旧村のまま）の間に村組合が組織された。
村組合を組織する方針をとったのは、「…豊四季村と千代田村との関係について甲（=豊四季村）は新開墾地にして、乙（=千代田村）は故村なり。自然生活の状態も相異るを以って、一概に之を合併せしむべからざる事情あり…」[2]という理由による。
- 1914年（大正3年）10月10日 - 組合を解消し、千代田村・豊四季村の区域をもって千代田村（ちよだむら）が改めて発足。
- 1926年（大正15年）9月15日 - 町制施行・改称し柏町となる。

- 1954年（昭和29年）9月1日 - 東葛飾郡小金町、土村および田中村と合併し東葛市を新設する。